# Alphonse IX
Pour les articles homonymes, voir Alphonse.
Alphonse IX de León, né à Zamora le 15 août 1171 et mort à Sarria le 24 septembre 1230, est roi de León et de Galice (Rex Legionis et Gallecie) de 1188 à 1230.

## Biographie
Alphonse IX de León est le fils de Ferdinand II, roi de León et de Galice et régent de Castille durant la minorité d'Alphonse VIII, et d'Urraque de Portugal. Il accède au trône de León et de Galice à la mort de son père, le 22 janvier 1188, alors qu'il est âgé de seize ans. L'un des événements décisifs de son règne a lieu quelques mois après son avènement, lors de la réunion des Cortes de León en la basilique de San Isidoro de León, en présence des trois états : la noblesse, le clergé et les représentants des villes. La situation économique difficile dans le royaume de León justifie sans doute la convocation des représentants des villes qui jouissent alors d'une confortable situation économique. Cette assemblée est considérée comme l'un des premiers parlements en Europe invitant les représentants de tous les états et ce, bien avant la création du Parlement d'Angleterre.
Alphonse épouse en premières noces en 1191 sa cousine germaine Thérèse de Portugal, fille du roi Sanche Ier du Portugal. En raison de la pression exercée le pape Célestin III, qui l'a excommunié pour avoir épousé Thérèse sans son consentement et a jeté l'interdit sur son royaume, Alphonse est contraint de se séparer de son épouse dès 1195. Le mariage est annulé en 1198 pour consanguinité et, deux ans plus tard, Thérèse se retire définitivement en un couvent situé à Lorvão. En représailles, Sanche Ier du Portugal envahit le sud de la Galice et occupe la ville de Tui pendant deux ans. Une fois la paix conclue, Sanche s'empresse de construire la ville de Guarda afin de protéger ses frontières à l'Est.

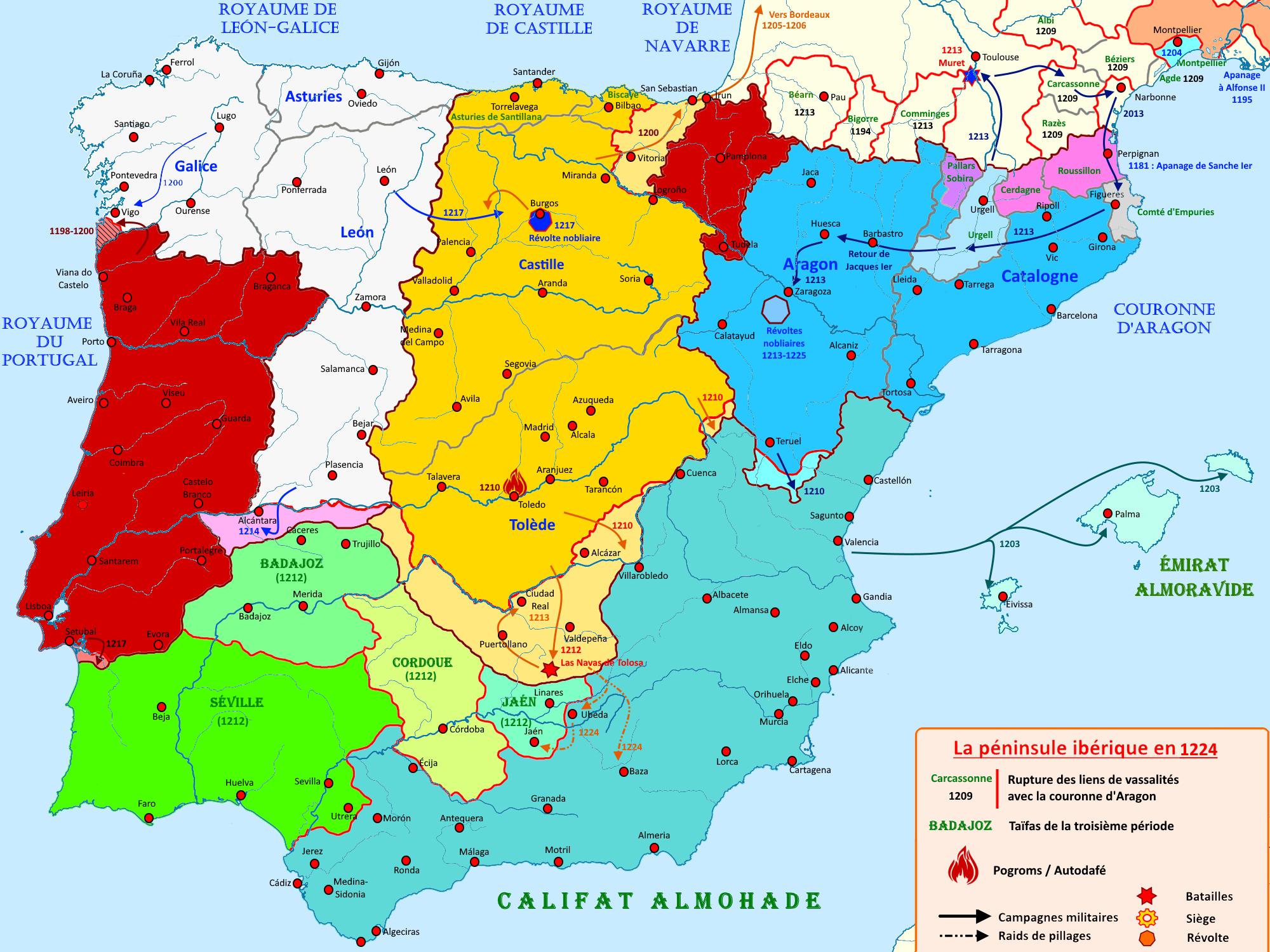
Le royaume de León-Galice de 1195 à 1224.

Au milieu du mois de décembre 1197, Alphonse IX épouse en secondes noces Bérengère de Castille, fille aînée de son cousin Alphonse VIII de Castille, en raison du refroidissement des relations entre le León et la Castille depuis 1195. À la suite de ce mariage, les relations entre les royaumes de León et de Castille s'améliorent au point qu'Alphonse IX et Alphonse VIII s'allient avec le roi Pierre II d'Aragon en 1200 et profitent de l'absence du roi Sanche VII de Navarre, parti combattre à Murcie les Almohades, pour attaquer son royaume. Les trois monarques s'emparent de l'Alava et du Guipuscoa, tous deux annexés par la Castille. Ces conquêtes sont par la suite confirmées en 1207 lors du traité de Guadalajara. Cependant, pour cause de non-respect du droit canon concernant la consanguinité, Alphonse IX doit se séparer de sa seconde épouse Bérengère en 1204, malgré la naissance de plusieurs enfants. Brouillé avec son fils Ferdinand, qui accède au trône de Castille en 1217, Alphonse souhaite le déshériter en faveur des filles qu'il a eues de son premier mariage, mais ses volontés ne sont pas respectées et Ferdinand III réunifie la Castille, le León et la Galice à la mort de son père, survenue en 1230.